# San Pietro degli Schiavoni
L'area archeologica di San Pietro degli Schiavoni (o in dialetto brindisino San Pietru dilli Scauni) è un'area archeologica di Brindisi sottostante il teatro Verdi, in Via Santi 1, che presenta elementi e reperti dell'antica città romana.
San Pietro degli Schiavoni è il nome del quartiere, centralissimo, che ospitava una chiesa dedicata all'omonimo santo e accoglieva gli abitanti di origine slava e albanese che furono protagonisti di un'immigrazione già dalla seconda metà del XV secolo.
Nei primi anni sessanta furono abbattute alcune abitazioni, per lo più fatiscenti, del quartiere con l'obiettivo di realizzare il nuovo Palazzo di Giustizia, all'epoca ospitato nel palazzo Granafei-Nervegna. Furono scoperti resti della città medievale, che furono distrutti dalle ruspe dell'epoca. Fermati i lavori del cantiere, vennero svolti degli scavi sistematici ad opera della locale soprintendenza archeologica.
Al termine degli scavi si è portata alla luce un'insula della Brindisi di epoca romana.
Nel 1967 il comune aveva programmato di realizzare su quell'area il nuovo teatro comunale, ma l'importanza della scoperta e il vincolo di conservazione imposto, portarono ancora alla revisione del progetto. Il nuovo progetto del teatro Verdi, opera dell'architetto Enrico Nespega, fu quindi quello di un enorme edificio in acciaio, "un teatro sospeso", in modo che l'intera area archeologica rimanesse fruibile ai turisti e agli studiosi.

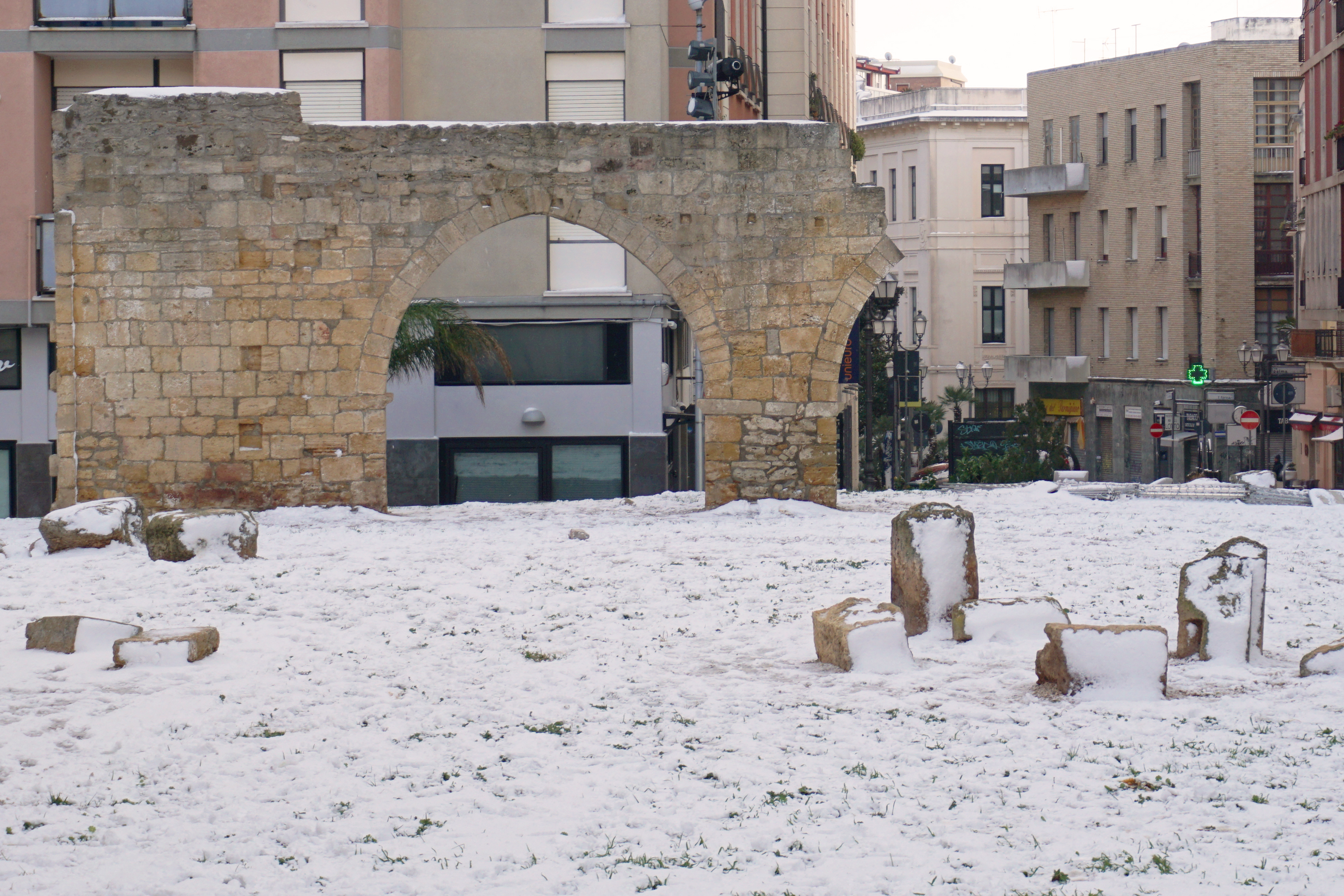
Arco rimasto dell'antica chiesa di San Pietro degli Schiavoni
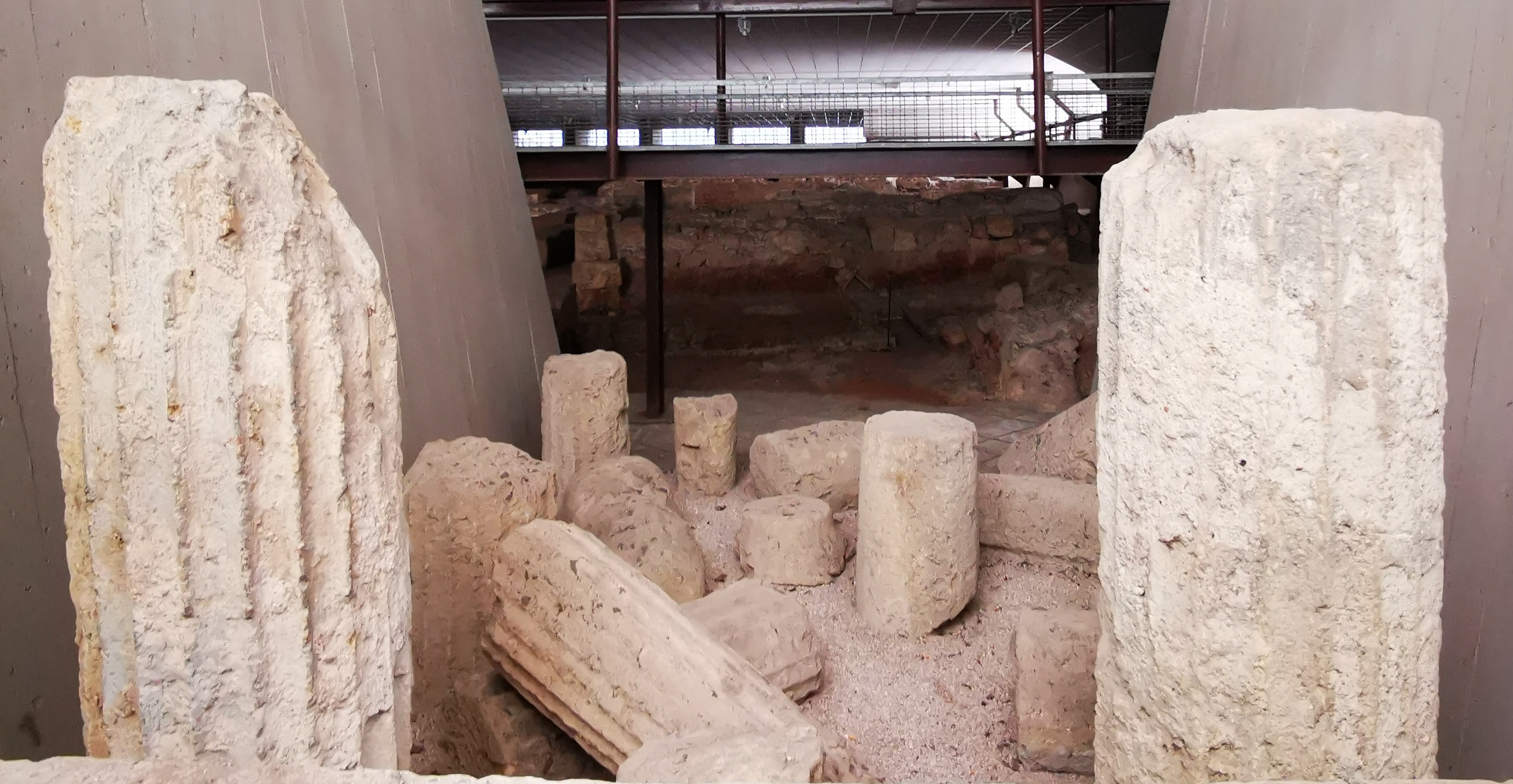
Area archeologica sotto il teatro Verdi
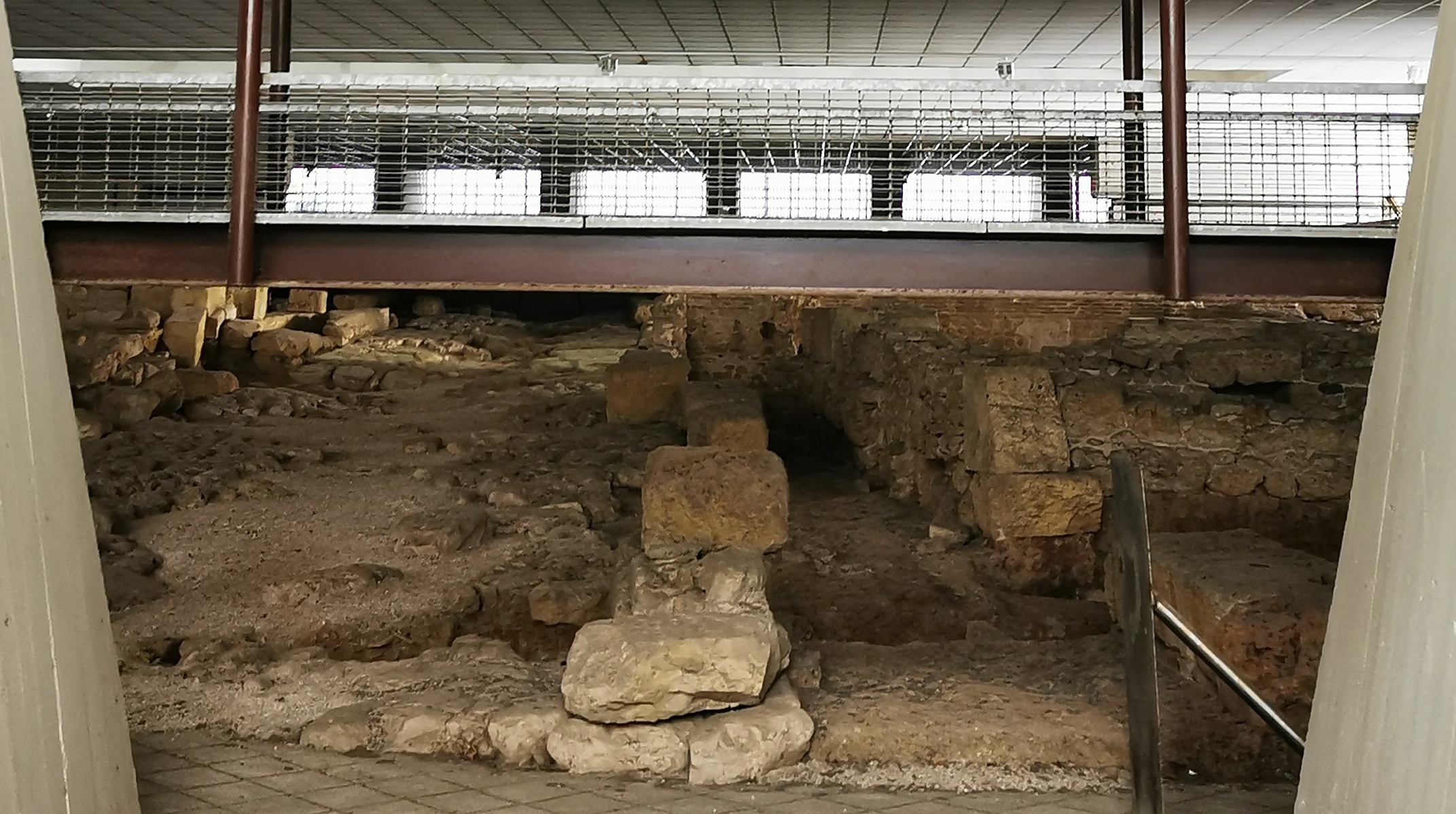
Area archeologica sotto il teatro Verdi